# Coopetizione
La coopetizione (calco del termine inglese, coopetition, pure usato in italiano) è una strategia di business che coniuga le caratteristiche di competizione e cooperazione. Essa si realizza tra imprese concorrenti che scelgono di collaborare limitatamente a certe attività del proprio business. In altre parole, si realizza una "parziale convergenza di interessi tra gli attori" (Dagnino, 2009) 
Il termine è stato impiegato la prima volta nel 1913 e ripreso nel 1937.
Esso è tuttavia tornato in auge solo agli inizi degli anni novanta: la riscoperta è da molti attribuita a Ray Noorda, che definì in tal modo la strategia di business adottata dalla Novell di cui era amministratore delegato. 
Un'analisi sul costrutto di coopetition negli studi manageriali è proposta da Minà e Dagnino.

## Finalità
La coopetizione prevede un esplicito accordo preliminare tra due o più imprese, che stabiliscono quali attività dovranno essere svolte in modo congiunto e quali invece saranno eseguite in modo autonomo.
In tal modo, la coopetizione consente alle imprese di ottenere i benefici tipici della cooperazione senza precludere loro l'autonomia in specifiche attività. 
I vantaggi assicurati dalla coopetizione (talora detti vantaggi coopetitivi, in analogia al concetto di vantaggio competitivo) includono, tra gli altri:
- il vantaggio informativo, connesso con l'acquisizione di informazioni non agevolmente ottenibili dalle imprese singolarmente;
- il vantaggio transazionale, derivante dalla possibilità di accedere a determinati beni a condizioni più favorevoli, ad esempio a causa degli elevati volumi;
- il vantaggio di mercato, ad esempio quando si dispone di una rete di vendita condivisa;
- il vantaggio di prodotto, se la collaborazione è volta allo sviluppo congiunto di un prodotto, o di un suo componente essenziale.

## Applicazioni
La coopetizione trova applicazioni sia in numerosi settori industriali -  soprattutto nelle attività di approvvigionamento, di ricerca e sviluppo, di produzione o di commercializzazione - sia lungo i canali distributivi
Nel settore automobilistico, essa è stata adottata in varie circostanze: negli anni Novanta, le maggiori imprese statunitensi del settore realizzarono una comune piattaforma di e-commerce per l'approvvigionamento della componentistica. Nel 2005 la Toyota ed il gruppo PSA hanno sottoscritto una joint venture per sviluppare congiuntamente i progetti delle city car Peugeot 107, Citroën C1 e Toyota Aygo e realizzare un unico impianto di produzione in Repubblica Ceca, che è stato battezzato Toyota Peugeot Citroën Automobile.
Un altro settore nel quale la coopetizione è frequente è quello dell'informatica: nel 2005 due imprese usualmente in concorrenza come Oracle ed IBM hanno collaborato nella realizzazione di un ERP per le piccole e medie imprese.
In ambito finanziario, costituisce un esempio di coopetizione la costituzione di un'unica banca dati, accessibile da diversi istituti di credito, contenente le informazioni sui cosiddetti cattivi pagatori.
Nel settore turistico, la coopetizione si realizza quando due o più imprese che operano nella stessa località offrono pacchetti di servizi complementari (ad esempio pernottamento e noleggio automobilistico), oppure cooperano per la promozione del territorio.